# Herman Behm
Ernst Herman Behm i riksdagen kallad Behm i Sickelsjö, född 18 december 1842 i Arboga, död 7 juli 1923 i Götlunda, var en svensk godsägare och riksdagsman.

## Biografi
Herman Behm var godsägare i Sickelsjö i Örebro län. Han var ledamot av första kammaren i Sveriges riksdag 1887–1911 för Örebro läns valkrets. Han var i riksdagen ledamot av konstitutionsutskottet 1889–1902 samt 1904–1910.
1888 till 1909 tillhörde han Första kammarens protektionistiska parti och 1910-1911 Det förenade högerpartiet.